# Донецький
Доне́цький — селище в Україні, у  Кадіївській міській громаді Алчевського району Луганської області.
Знаходиться на тимчасово окупованій території України.
Відповідно до Розпорядження Кабінету Міністрів України від 12 червня 2020 року № 717-р «Про визначення адміністративних центрів та затвердження територій територіальних громад Луганської області» увійшло до складу Кадіївської міської громади.

## Назва
Колишні назви: селище Каменувате −1902-1904 рр., селище Петроградо-Донецьке −1910 р.

## Географія
Сусідні населені пункти: селища Голубівське і Березівське на південному заході, місто Кіровськ на півдні, села Весняне, Дачне, селище Сентянівка на південному сході, село Жолобок на північному сході.

## Історія
Селище виникло в 1902 році під назвою рудник Кам'януватий. У 1905 році на руднику відбулися заворушення — обурені знущаннями, каторжними умовами праці, робочі вбили підприємця. У 1910 році шахту № 6-7 рудника купило у французьких підприємців Петро-Донецьке акціонерне товариство, згодом і селище стало називатися Петро-Донецьким.
31 жовтня 2014 року проросійські бойовики обстріляли селище Донецький, здійснюючи обстріл з боку міста Стаханов. Снаряди влучили у приватний будинок, через обстріл загинула сім'я — троє людей, серед них — маленька дитина. Від пострілу снайпера загинув сержант Вінницького полку Нацгвардії Олександр Колівошко.
4 липня 2015-го загинув сержант Дмитро Демковський під час проведення планового нарощування мінно-вибухових загороджень (підрив на міні) біля 29-го блокпосту на трасі «Бахмутка» поблизу Донецького. При спробі евакуації важкопораненого солдата Романа Цапа під час повторного вибуху загинули молодший сержант Іван Смоляр, солдати Дмитро Ковшар, Артем Романов.

## Населення

### Мова
Розподіл населення за рідною мовою за даними перепису 2001 року:
| Мова            | Кількість | Відсоток |
| --------------- | --------- | -------- |
| російська       | 2381      | 49.93%   |
| українська      | 2368      | 49.65%   |
| білоруська      | 12        | 0.25%    |
| румунська       | 4         | 0.08%    |
| інші/не вказали | 4         | 0.09%    |
| Усього          | 4769      | 100%     |

## Відомі особистості
В поселенні народився:
- Миколайчук Олег Вікторович (нар. 1965) — український драматург, кіносценарист та журналіст.
- Уваров Петро Васильович (1910—1979) — радянський військовик, віце-адмірал.